# Lancia antincendio

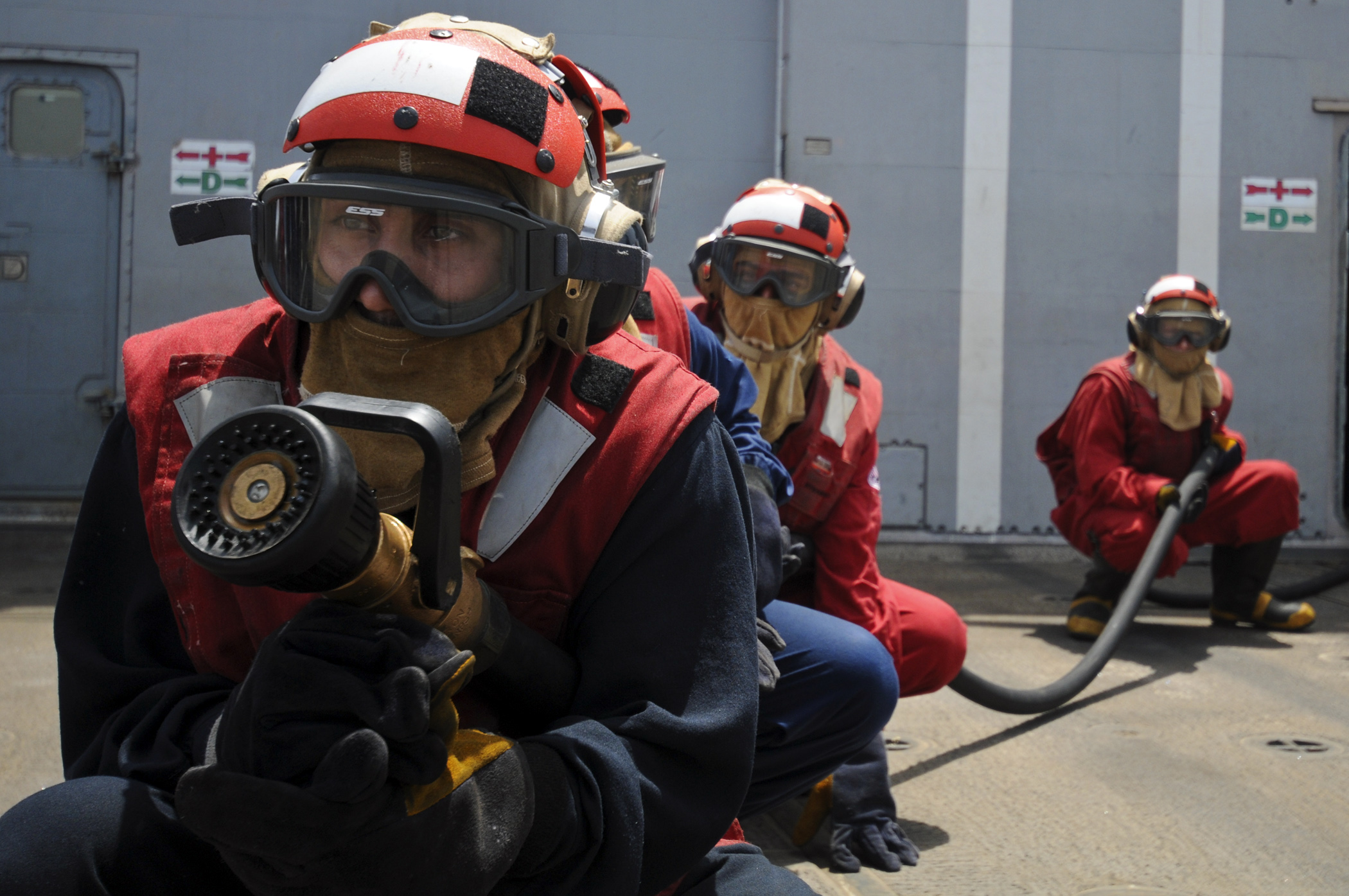
Turbolancia collegata alla manichetta

La lancia antincendio è quell’organo che, applicato all’estremo di una condotta, trasforma progressivamente la pressione residua dell’acqua in velocità, in modo da ottenere un getto d’acqua efficiente e facilmente maneggevole ai fini dello spegnimento degli incendi. Sul mercato esistono numerosi tipi di lance.

## Principali tipi di lance

### Lance fisse

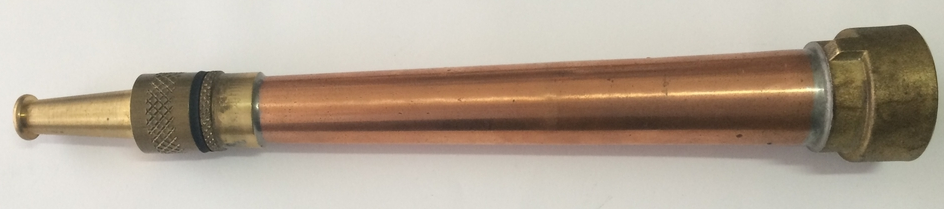
Lancia Fissa con attacco UNI

Le Lance fisse (che progressivamente stanno diminuendo) permettono di dirigere l'acqua tramite getto fisso. Lo svantaggio sta nell'impossibilità da parte dell'operatore di chiudere il getto.

### Lance Renus

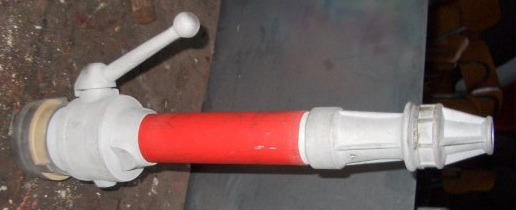
Lance Renus senza Scudo

Le Lance Renus (Variabili) hanno la possibilità di variare il getto da fisso a Ventaglio e permettono di chiudere il getto della lancia. Esse sono le comuni lance che si trovano negli Idranti a Muro. 
Queste lance possono anche avere l'opzione dello scudo d'acqua che permette di schermare l'operatore dal calore.

### Turbolance
Le Turbolance sono lance di ultima generazione permettono sia di regolare il getto (fisso/variabile/chiuso) sia di regolare la portata in modo da permettere un'ottimizzazione della riserva idrica e di ridurre eventualmente i danni.

## Galleria d'immagini

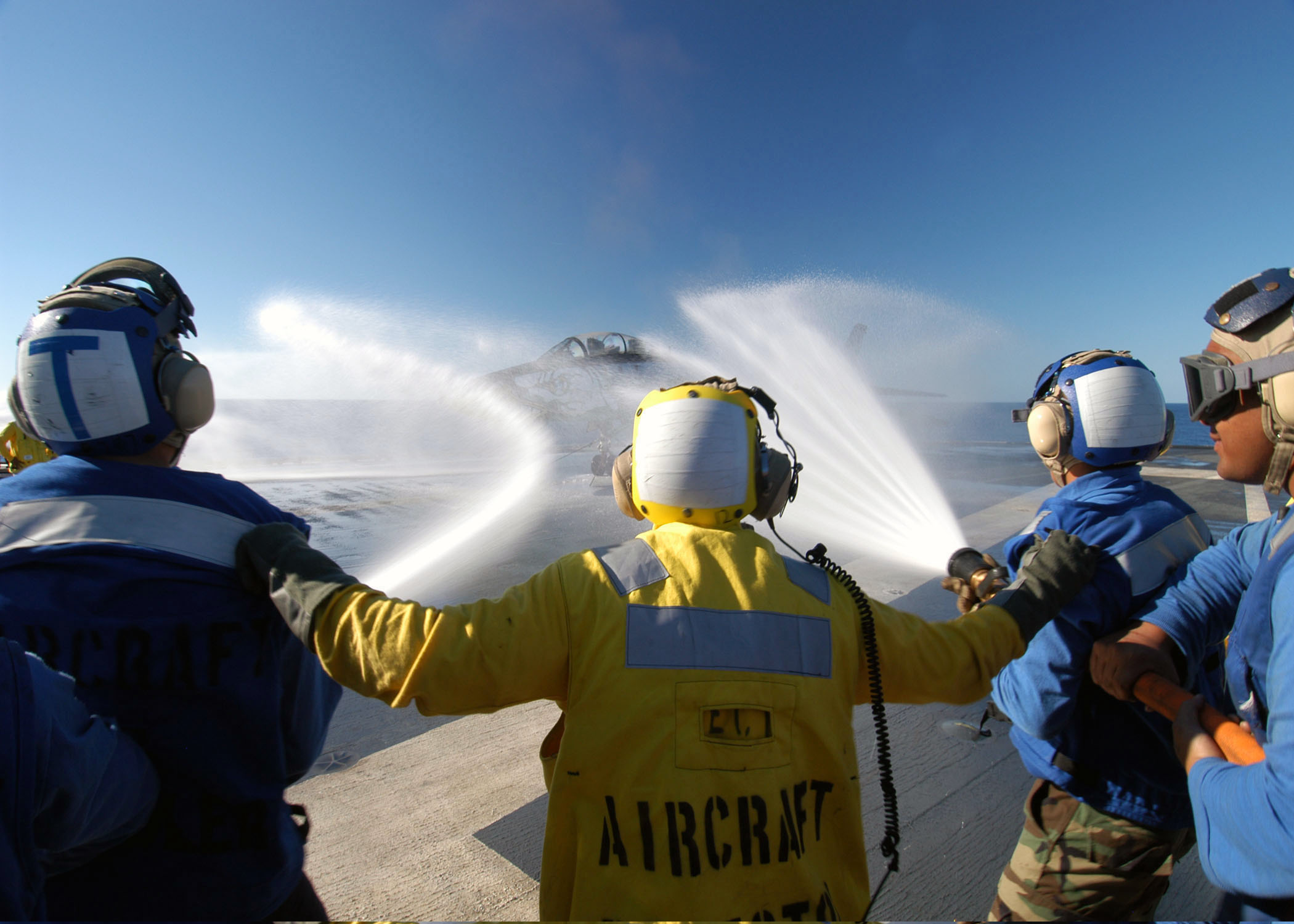
Turbolancia Getto Pieno (Sx) Getto Frazionato (Dx)
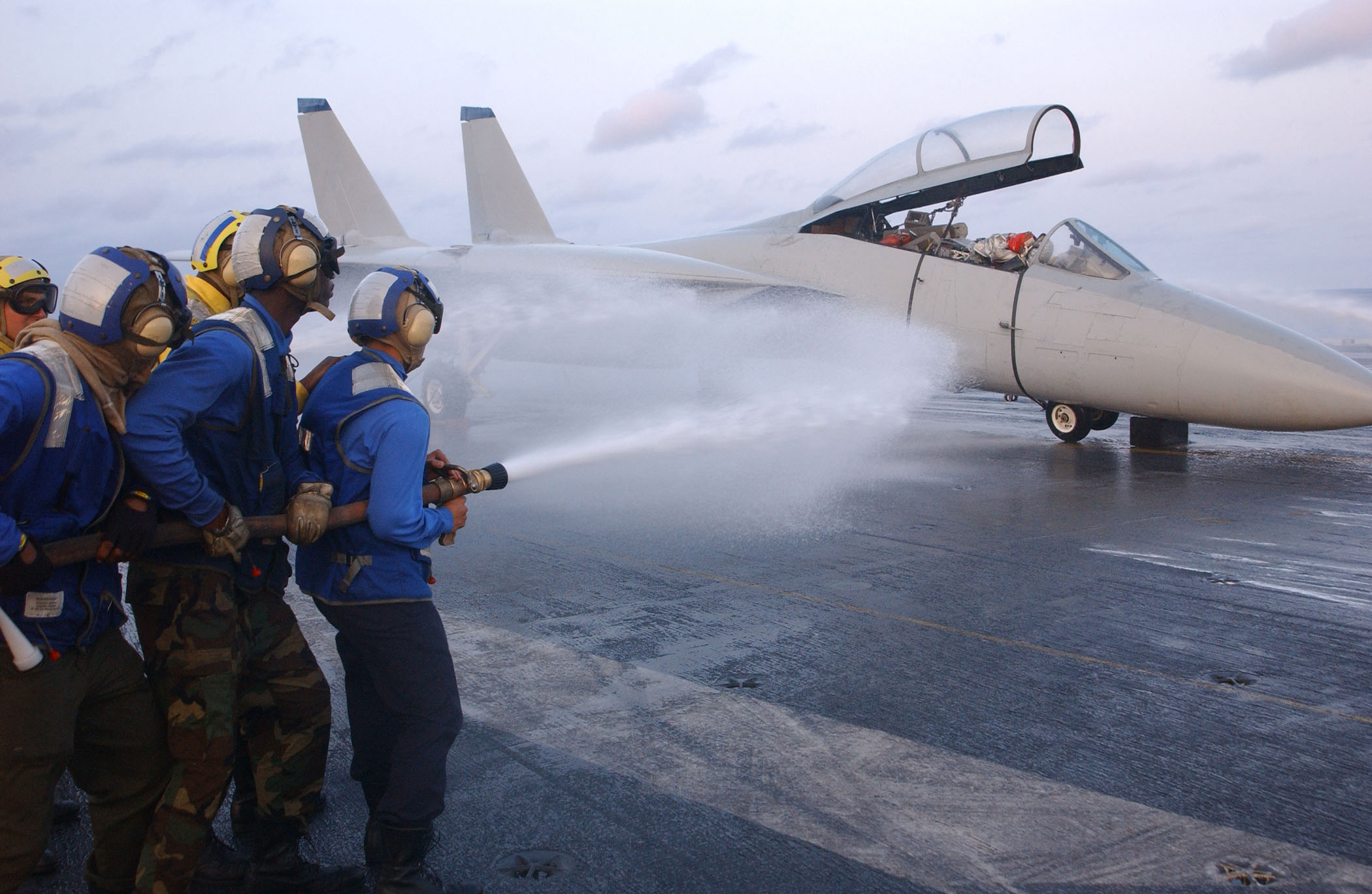
Turbolancia Getto Pieno
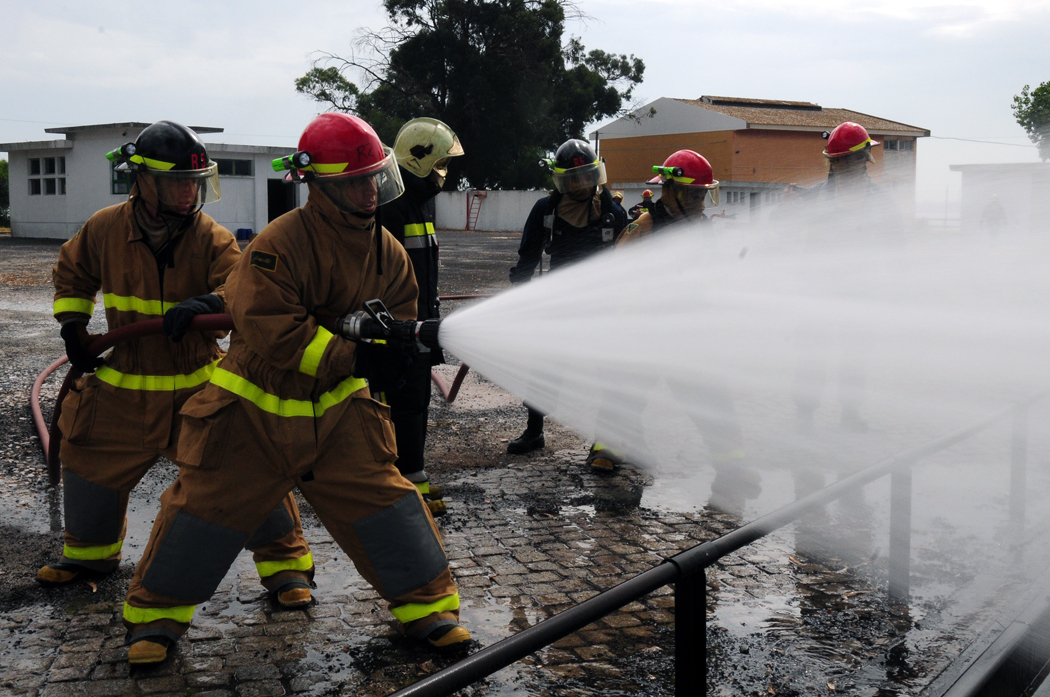
Turbolancia Getto Frazionato
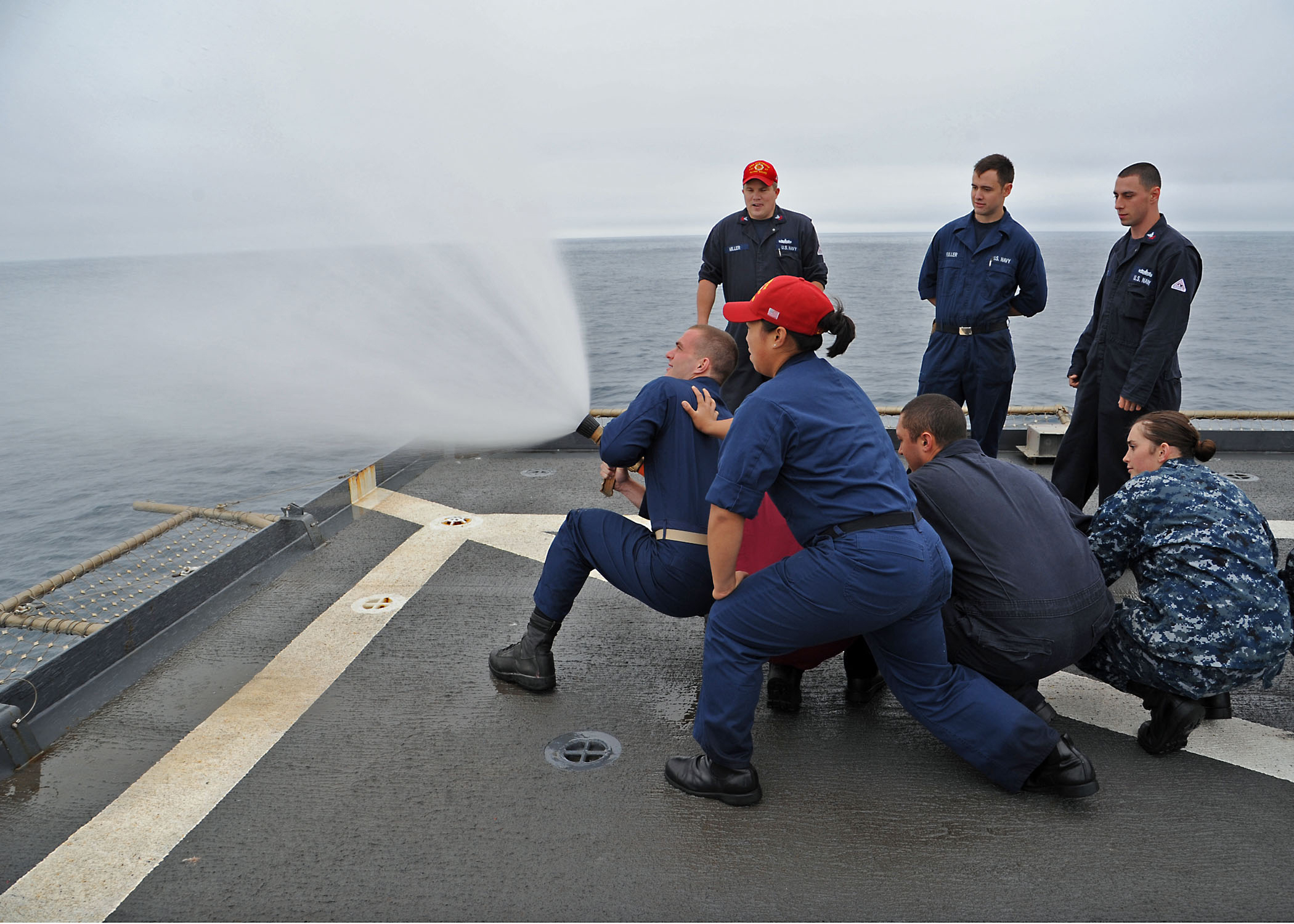
Turbolancia Getto a Ventaglio